# Prisión de Insein
La Prisión de Insein se encuentra en la división de Yangón (Rangún), la antigua capital del país asiático de Birmania (Myanmar). Está dirigido por la junta militar de Myanmar, el Consejo de Paz y Desarrollo, y se ha utilizado en gran medida para reprimir a los disidentes políticos. La prisión es conocida mundialmente por sus inhumanas y difíciles condiciones, técnicas abusivas, y el uso de la tortura mental y física. Uno de sus más famosos prisioneros fue el premio Nobel de la Paz y activista de derechos humanos, Aung San Suu Kyi, que fue confinada en Insein en tres ocasiones en 2003, 2007 y 2009.